# UDP-Glucuronat-Decarboxylase
Die UDP-Glucuronat-Decarboxylase (UGD) ist das Enzym, das in Eukaryoten die Abspaltung von Kohlenstoffdioxid von UDP-Glucuronat katalysiert. Die dabei entstehende UDP-Xylose ist in Pflanzen für die Biosynthese der Xylose und weiterer Pentosen notwendig. Wirbeltiere benötigen UDP-Xylose allein zur Herstellung der Glycosaminoglycane (Knorpel). UGD ist in der Membran des Golgi-Apparats lokalisiert.

## Katalysierte Reaktion
⇒  + CO2
UDP-α-D-Glucuronat wird zu UDP-α-D-Xylose umgesetzt.